# فلورية الأشعة السينية

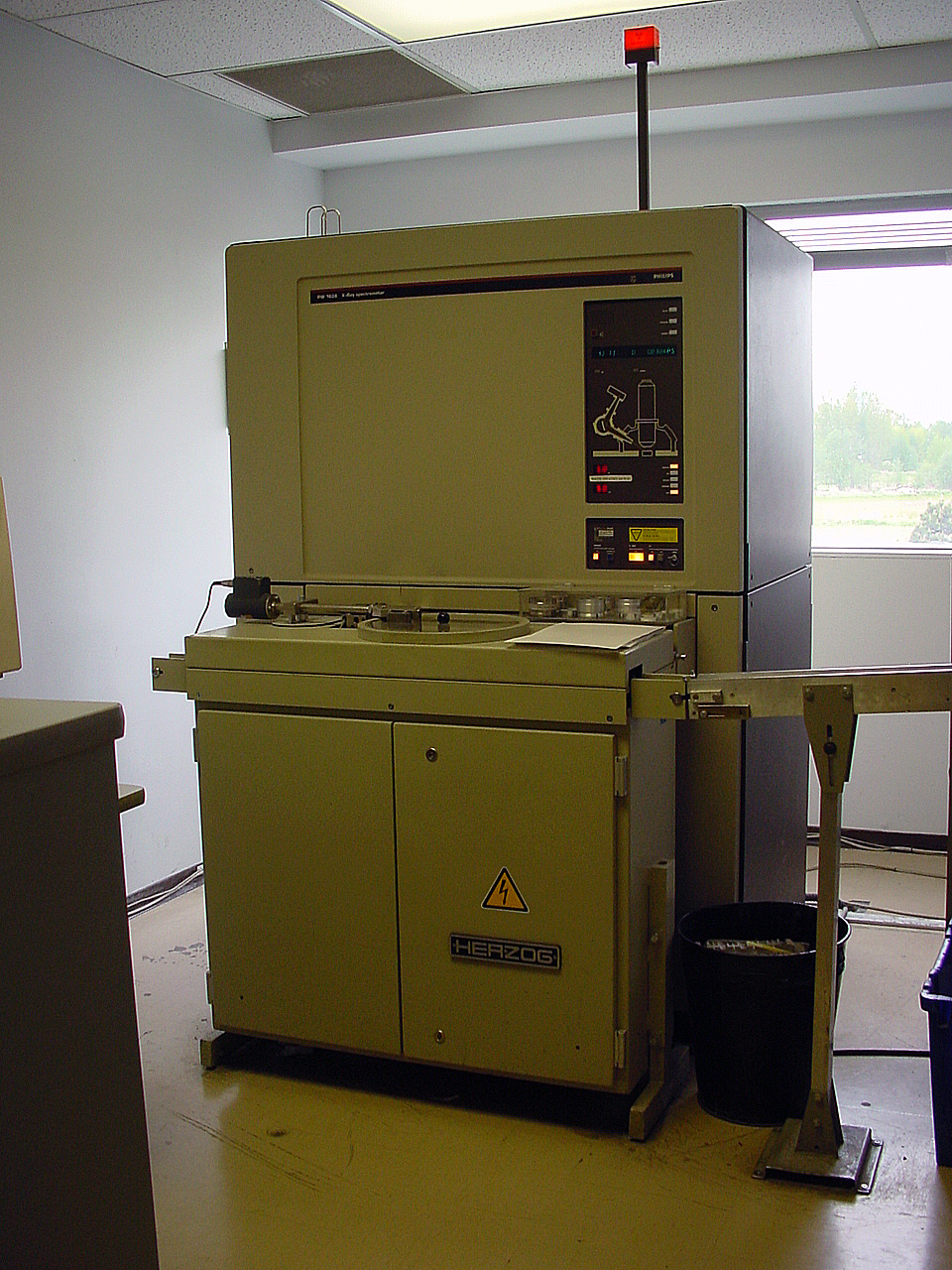
جهاز تحليل حسب فلورية الأشعة السينية

فلورية الأشعة السينية (يرمز لها XRF من X-ray fluorescence) هي إصدار تلقائي ومميّز للأشعة السينية الثانوية (أو الفلورية) من المادة، وذلك عند تعريضها لمصدر مرتفع الطاقة يؤدي إلى التهييج أو الإثارة، مثل أشعة سينية مرتفعة الطاقة، أو أشعة غاما.
تستخدم هذه التقنية التحليلية من أجل تحليل العناصر بشكل خاص أو في المجالات المختلفة في التحليل الكيميائي مثل تحليل الفلزات ومواد البناء، أو في مجالات الجيوكيمياء وعلم الأدلة الجنائية وعلم الآثار.

## المبدأ
عند خضوع المادة إلى الأشعة مرتفعة الطاقة ذات الأطوال الموجية القصيرة، تتعرض الإلكترونات الداخلية للتهيج، وتقفز إلى المدارات الخارجية بعد التغلب على الحاجز الطاقي الذي يربطها بالنواة. نتيجة لذلك يصبح التشكيل الإلكتروني لذرات المادة غير مستقراً، بحيث تقوم إلكترونات الغلاف الخارجي بتغطية النقص والعودة إلى المدارات الداخلية لملء المكان الشاغر، وتصدر بذلك إشعاعاً مميزاً للعنصر المكون للمادة.

تمثيل للمبدأ الفيزيائي لفلورية الأشعة السينية
الانتقالات الإلكترونية في ذرة الكالسيوم.
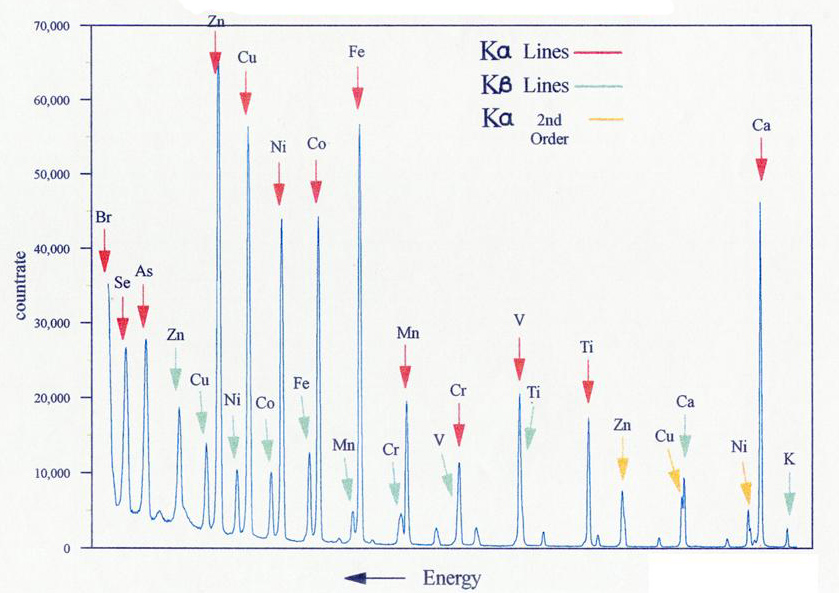
طيف نمطي لتوزع الطاقة في فلورية الأشعة السينية

## اقرأ أيضاً
- فلورية